# Charlie bit my finger - Again
Charlie bit my finger - Again, beter bekend als Charlie Bit My Finger of Charlie Bit Me (verwijzend naar een citaat in de video), is een internetvideo die enige tijd de meest bekeken YouTube-video aller tijden was. Op 22 december 2011 is de video 400 miljoen keer bekeken en het blijft daarmee de meest bekeken YouTube-video die niet een professionele videoclip is. Sinds december 2018 is het meer dan 865 miljoen keer bekeken. De video gaat over twee Engelse broers, van drie en een jaar oud. In de video bijt de jongere broer, Charlie, op de vinger van zijn oudere broer, Harry. De vader van de jongens heeft de video in mei 2007 geüpload.

## Achtergrond
De 56 seconden durende video gaat over twee Engels broers, Harry Davies-Carr (drie jaar) en Charlie Davies-Carr (een jaar). De twee zijn zittend in een stoel te zien. Als Harry zijn vinger in de mond van Charlie legt wordt hij gebeten. "Charlie bit me", merkt hij op en steekt zijn vinger terug in de mond van Charlie, die dit keer harder bijt. Harry, die zich heeft bezeerd, zegt herhaaldelijk "Auw" waarna zijn broertje begint te giechelen. Daarna lacht Harry en herhaalt "Charlie bit me". Howard Davies-Carr, de vader van de jongens, zei dat de video "gewoon een poging was om vast te leggen hoe de jongens opgroeiden". Tijdens het terugkijken van de vingerbijtscène op zijn camera, "viel het niet bijzonder op". Pas later, nadat hij de video op zijn computer had overgeplaatst, realiseerde hij dat het grappig was. 
De familie Davies-Carr woont in Engeland. Howard had de video geüpload naar YouTube zodat het kon worden bekeken door de peetvader van de jongens, die in de Verenigde Staten leefde. Hij koos voor YouTube omdat het bestand te groot was om in een e-mail te versturen.